# باشگاه فوتبال آرنت گاردنز
باشگاه فوتبال آرنت گاردنز یک باشگاه فوتبال حرفه‌ای اهل جامائیکا مستقر در کینگستون است که در حال حاضر در لیگ برتر جامائیکا بازی می‌کند.

## افتخارات
- لیگ برتر جامائیکا
  - ۵ قهرمانی
  - ۴ نایب قهرمانی
- جام حذفی جامائیکا
  - ۱ نایب قهرمانی
- جام کسافا
  - ۷ قهرمانی
  - ۲ نایب قهرمانی
- جام باشگاه‌های کارائیب
  - ۲ نایب قهرمانی